# 플라사 데 에스파냐 도역
플라사 데 에스파냐(스페인어: Plaza de España)은 마드리드 지하철의 환승역이다.
요금구역상으로는 A구역에 속한다.

## 역사
1941년 7월 15일 3호선 승강장이 개업하였고, 마지막으로 1961년 2월 4일 10호선 승강장이 문을 열었다.

## 환승 정보
역 주변에 시내버스 정류장만 열 곳이 있으며 노선도 그만큼 많이 경유한다. 야간노선도 N16, N18, N19, N20, N21번 노선이 다닌다.
플라사 데 에스파냐 역
| 마드리드 지하철                 | 마드리드 지하철        | 마드리드 지하철                |
| ------------------------------- | ---------------------- | ------------------------------ |
| 카야오 비야베르데 알토          | 마드리드 지하철 3호선  | 벤투라 로드리게스 몽클로아     |
| 트리부날 오스피탈 인판타 소피아 | 마드리드 지하철 10호선 | 프린시페 피오 푸에르타 델 수르 |